# Jeszcze raz, pierwszy raz
Jeszcze raz, pierwszy raz – singel Czerwonych Gitar wydany w 2015 roku. Singel jako jeden czterech promował płytę wydnaną z okazji 50-lecia zespołu Jeszcze raz.
Autorem tekstu jest Tomasz Bastkowski, a muzyki Arkadiusz Wiśniewski.

## Twórcy
- Autor tekstu: Tomasz Bastkowski
- Kompozytor: Arkadiusz Wiśniewski
- Śpiew: Arkadiusz Wiśniewski
- Perkusja: Jerzy Skrzypczyk
- Gitary elektryczne: Marcin Niewęgłowski, Mieczysław Wądołowski, Dariusz Olszewski, Łukasz Zitans